# 利西于·萨洛蒙
利西于·萨洛蒙（法語：Lysius Salomon，1815–1888），海地政治家、总统。在他任内建立了海地第一套邮政系统，海地也加入了万国邮政联盟。
萨洛蒙出生于莱凯，他的家族在海地南部地区乃至整个国家都有影响力，以至于与南部的穆拉托人经常发生冲突。在夏尔·里维耶尔-埃拉尔总统时期，他的家族因与穆拉托人发生冲突，而被流放到多米尼加共和国的巴奧魯可省。福斯坦一世即位后，他与其他几个黑人领袖一道组成了新政府。他成为财政大臣，负责垄断国内的咖啡和棉花市场，以及垄断外国进口的所有税收。因此，走私、盗版等一系列问题威胁着福斯坦的统治。福斯坦退位后，他到巴黎和伦敦旅行。
在1879年8月18日，他返回海地，不久后即出任总统。在总统任期内，他重新启动公众教育机制，解决海地的财政困境，恢复农业生产力，提高军队管理，并恢复公共设施管理。四个月内，他建立了国家银行。他在万国邮政联盟的帮助下印发了海地第一批邮票。另外，他还改组了医学院的教师制度，从法国引进中等学校的制度等等。他还对海地军队进行了改革，以16000人的武装部队分配给34个步兵团和4个炮兵团。
在1883年11月，他向美国提供莫勒-圣尼古拉和托尔蒂岛作为保护条件，因国会未能通过而放弃。
在他的任期内，一部分从牙买加回国的叛乱者企图在太子港发动政变，并计划趁当萨洛蒙去南方视察时执行，但是被镇压。
萨洛蒙以大量的资源来偿还法国的债款，因此，1881年以后，海地财政状况日趋恶化。与此同时，国内通货膨胀增加，各种经济丑闻困扰着他的政府。
1886年，萨洛蒙修改宪法并再次当选为总统，任期七年。第二年，太子港市民因反对其独裁发动起义。不久，他的内阁成员總辞。1888年，海地角也发生叛乱。在国内外舆论的压力下，萨洛蒙被迫宣布辞职，并离开海地前往巴黎避难，不久后在法国逝世。